# Get the Picture? (альбом The Pretty Things)
Get the Picture? — второй студийный альбом британской рок-группы The Pretty Things, записанный в Philips Studios (Лондон) и вышедший в декабре 1965 года на лейбле Fontana Records.  

## Об альбоме
По словам музыкального критика Брюса Эдера (ретроспективная рецензия на Allmusic), на этом альбоме «в свои лучшие моменты Pretty Things приближаются к территории Rolling Stones, и даже в неудачные моменты они выступают на том же уровне, что и альбомные треки Kinks».

## Список композиций
| №                   | Название               | Автор(ы)                                        | Длительность |
| ------------------- | ---------------------- | ----------------------------------------------- | ------------ |
| 1.                  | «You Don't Believe Me» | Phil May Bobby Graham Jimmy Page Willie Morrell | 2:24         |
| 2.                  | «Buzz the Jerk»        | May Dick Taylor                                 | 1:55         |
| 3.                  | «Get the Picture?»     | May Taylor                                      | 1:56         |
| 4.                  | «Can't Stand the Pain» | May Taylor Graham                               | 2:42         |
| 5.                  | «Rainin' in My Heart»  | James Moore Jerry West                          | 2:33         |
| 6.                  | «We'll Play House»     | May Taylor                                      | 2:34         |
| Общая длительность: | Общая длительность:    | Общая длительность:                             | 13:55        |

| №                   | Название                     | Автор(ы)                | Длительность |
| ------------------- | ---------------------------- | ----------------------- | ------------ |
| 7.                  | «You'll Never Do It, Baby»   | Brian Smith Terry Fox   | 2:29         |
| 8.                  | «I Had a Dream»              | Jimmy Witherspoon       | 2:59         |
| 9.                  | «I Want Your Love»           | Johnnie Dee Johnny Tarr | 2:18         |
| 10.                 | «London Town»                | Tim Hardin              | 2:28         |
| 11.                 | «Cry to Me»                  | Bert Russell            | 2:53         |
| 12.                 | «Gonna Find Me a Substitute» | Ike Turner              | 2:59         |
| Общая длительность: | Общая длительность:          | Общая длительность:     | 15:53        |

## Участники записи
- Фил Мэй — вокал
- Дик Тэйлор — гитара
- Брайан Пендлтон — ритм-гитара, бэк-вокал
- Джон Стакс — бас-гитара, бэк-вокал
- Вив Принс – ударные
- Twink[англ.]* – ударные